# Ꞌ
Ꞌ (minuskuła: ꞌ) – litera alfabetu łacińskiego znana również pod nazwą saltillo (hiszp. mały skok). Służy do zapisu zwarcia krtaniowego m.in. w językach mixtec lub nahuatl.

## Unikod
Majuskuła: U+A78B i minuskuła: U+A78C.